# Wiesława Perczyńska-Partyka

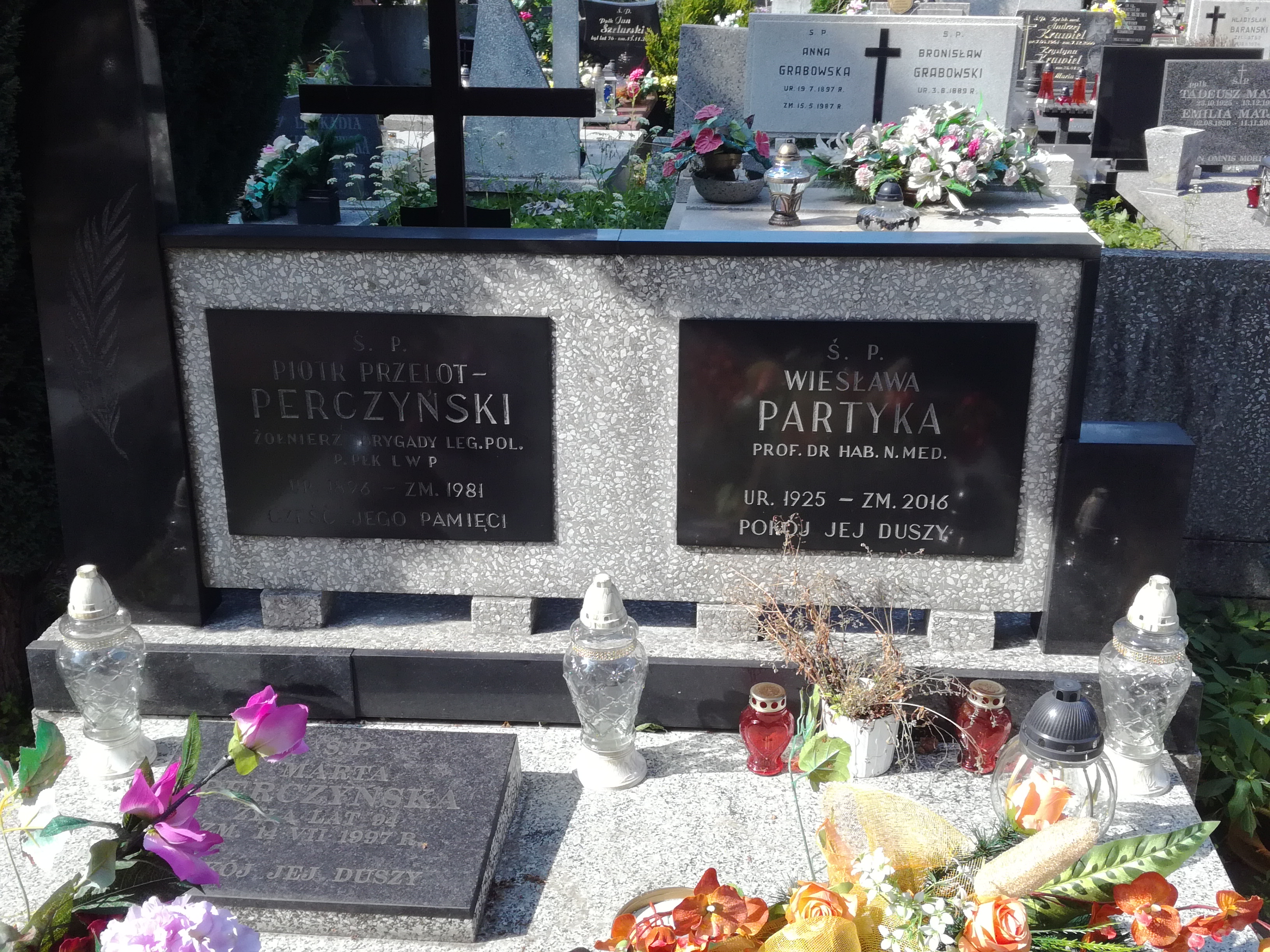
Grób Wiesławy Perczyńskiej-Partyki na cmentarzu wojskowym Doły

Wiesława Zofia Perczyńska-Partyka (ur. 7 lipca 1924 w Kielcach, zm. 17 stycznia 2016) – polska stomatolog, prof. zw. dr n. med. Akademii Medycznej w Łodzi, redaktorka prasy specjalistycznej.

## Życiorys
W 1949 ukończyła studia medyczne na Wydziale Lekarskim Akademii Medycznej w Łodzi, w 1963 otrzymała stopień naukowy doktora, w 1969 stopień naukowy doktora habilitowanego, w 1970 mianowana docentem, w 1981 profesorem nadzwyczajnym, w 1990 profesorem zwyczajnym. W latach 1972–1994 była kierownikiem Katedry Szczękowo-Twarzowej Akademii Medycznej w Łodzi, w której pracowała od 1951.
Wieloletnia przewodnicząca Rady Naukowej dwumiesięcznika stomatologicznego e-Dentico. Zmarła 17 stycznia 2016 roku. Pochowana została na cmentarzu wojskowym Doły w Łodzi.